# 科堡附近魏德豪森
科堡附近魏德豪森是德国巴伐利亚州的一个市镇。总面积9.61平方公里，总人口3148人，其中男性1566人，女性1582人（2011年12月31日），人口密度328人/平方公里。